# Pleurospermum pulszkyi
Pleurospermum pulszkyi là một loài thực vật có hoa trong họ Hoa tán. Loài này được Kanitz miêu tả khoa học đầu tiên năm 1898.